# صانع معدات أصلية

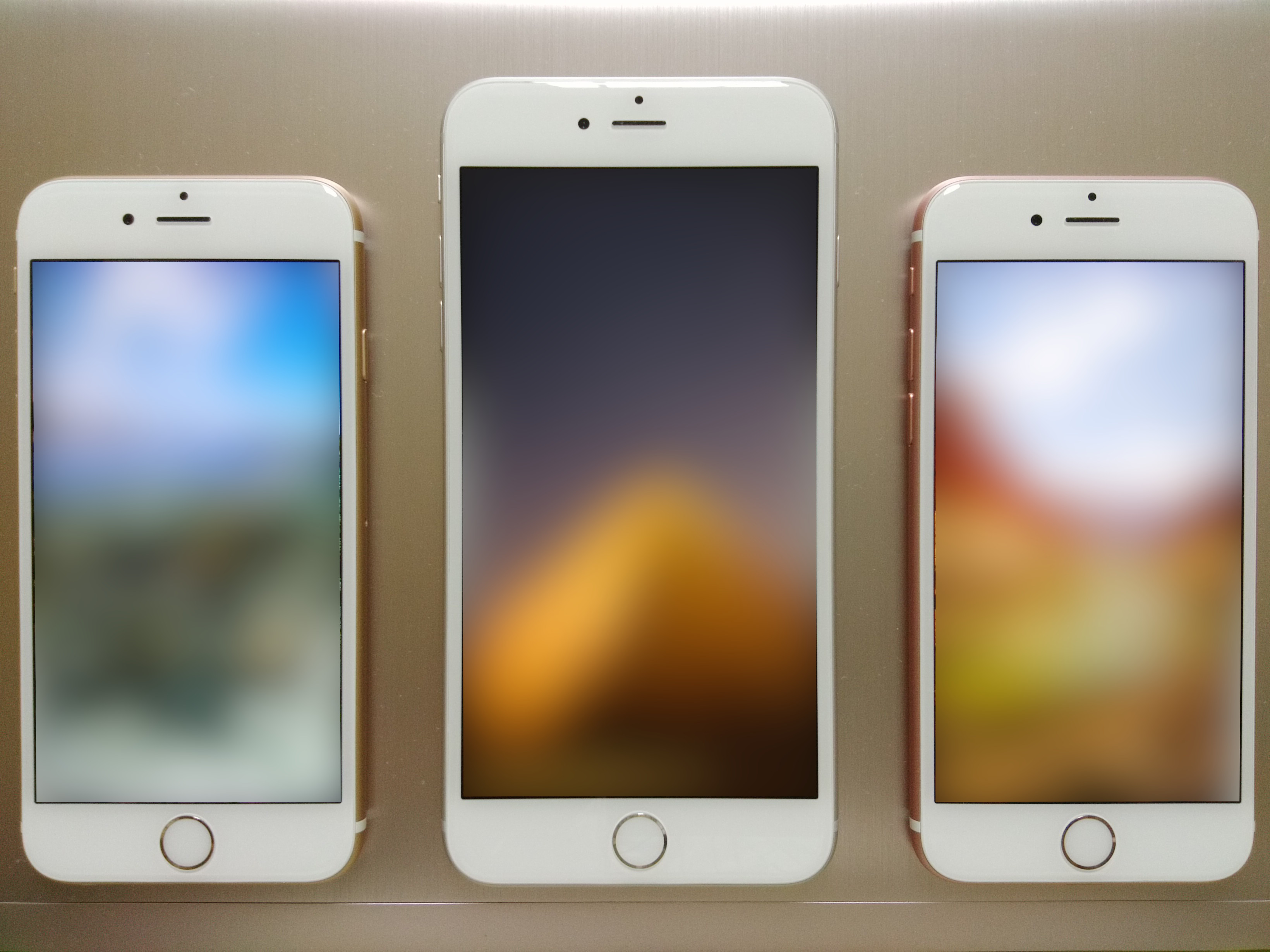

صانع المعدّات الأصلية (بالإنجليزية: Original Equipment Manufacturer OEM)‏ وتعني «الشركة الصانعة الأصلية للمعدات (الاجهزه)» وهي الشركات التي تصنع منتجات لأجل شركات أخرى تبيعها تحت علاماتها التجارية طبقاً لتصاميم وتقنيات صممت من قبل الطرف الثاني.